# Girolamo Bottigella
Girolamo Bottigella, Girolamo Botticella ou Buticella, est un juriste italien membre d'une famille patricienne de Pavie où il est né en 1470, et mort à Rome en 1515.

## Biographie
Il est membre d'une famille patricienne de Pavie à laquelle appartenait, au XVe siècle, un Cristoforo et un Gian Pietro Bottigella qui avaient donné des cours de droit canonique à Pavie.
Girolamo Bottigella, après ses études, a enseigné le droit civil à partir de 1495, à la même époque que Bartolomeo Socini (ou Socino) et Giasone Del Maino.
En 1504, il enseigne à l'université de Padoue. Il avait eu comme élèves des juristes qui se sont distingués tels que Marco Mantova Benavides et Gian Francesco Ripa.
En 1509, il est revenu enseigner dans sa ville natale. Il entre en relation avec la cour française cette année-là et se rend en France vers la fin de l'année suivante. Il a un rôle de conseiller juridique important auprès du roi Louis XII pendant la préparation du concile de Pise auquel il a participé comme auditeur, entre décembre 1511 et janvier 1512.
Face à l'hostilité du pape Jules II, Girolamo Bottigella est revenu en France en 1512. Louis XII l'a nommé membre du parlement de Grenoble et professeur de droit civil à l'université de Grenoble. En 1513, après l'avènement du pape Léon X, il fut appelé à enseigner à Rome, dans le cadre de la réforme de l'université mise en œuvre par le nouveau pontife.
Il est mort à Rome en 1515 et a été enterré dans l'église de Santa Maria sopra Minerva.

## Publications
Son travail juridique est lié à son enseignement. Il a eu un faible activité de conseiller juridique. On trouve un manuscrit comprenant une collection de conseils conservé à la bibliothèque Vallicelliane. L'œuvre de Girolamo Bottigella traduit l'état des réflexions juridiques qui précèdent celles qui vont apparaître pendant l'humanisme de la Renaissance avec des éléments novateurs dans sa méthode, mais sons étude philologique, ni de prise en compte du contexte historique dans l'étude du texte romain. Son travail s'est concentré sur l'étude et la révision des textes romains avec une rigueur absolue dans l'exposition logique et la fidélité au sens du texte. Son exégèse des textes précise des caractéristiques déjà relevées par Raffaele Fulgosio (1367-1427) et Filippo Decio (1454-1536).
- Tractatus de officio et potestate delegatorum, Lugduni 1528
- Commentarium in primam partem Codicis, publié après sa mort à Venise, en 1558.
- Repetitionum Seu Commentariorum varie en iurisconsultorum responsa, Lyon, 1553, puis réédité à Venise en 1608 sous le titre Repetitionum dans variis juris civilis leges.